# Остроушко, Владислав Владимирович
Владислав Владимирович Остроушко (укр. Остроушко Владислав Володимирович; род. 5 марта 1986) — украинский гандболист. Игрок клубов «ZTR» (Запорожье), Университет Лесгафта-Нева, «Динамо» (Минск), «Мотор» (Запорожье), «Чургои», «Бая Маре». Выступает за македонский клуб «Еврофарм». Мастер спорта Украины.

## Карьера
Клубная
Первый тренер Владимир Максимович Леонтьев. Начал профессиональную карьеру в киевском клубе «Авиатор». В 2007 году перешёл в клуб «ZTR» (Запорожье), с которым три раза выиграл чемпионат Украины. В 2010 году перешёл в российский клуб Университет Лесгафта-Нева, где провёл один сезон. В 2011 году вернулся на Украину, заключил контракт с клубом «Мотор» (Запорожье). В 2012 году перешёл в «Динамо» (Минск), в составе которого выиграл чемпионат Белоруссии. В 2013 году вернулся в «Мотор», где провёл один сезон. В 2014 году перешёл в венгерский клуб «Чургои», проводит там сезон, в 2015 году перешёл в румынский клуб «Бая Маре».
Международная
Выступает за сборную Украины.

## Титулы
- Чемпион Украины: 2008, 2009, 2010, 2014
- Чемпион Белоруссии: 2013